# Robert Taylor (labdarúgó, 1994)
Robert Taylor (Kuopio, 1994. október 21. –) finn válogatott labdarúgó, az amerikai Austin csatára.

## Pályafutása

### Klubcsapatokban
Taylor a finnországi Kuopio városában született. Az ifjúsági pályafutását a JJK és az angol Nottingham Forest csapatában kezdte, majd a Lincoln City akadémiájánál folytatta.
2013-ban mutatkozott be a JJK felnőtt keretében. 2016-ban a RoPS, majd 2017-ben a svéd AIK szerződtette. A 2018-as szezon első felében a norvég első osztályban szereplő Tromsø csapatát erősítette kölcsönben. A lehetőséggel élve, 2018 nyarán a norvég klubhoz igazolt. 2020-ban a Brannhoz csatlakozott. 2022. február 11-én kétéves szerződést kötött az észak-amerikai első osztályban érdekelt Inter Miami együttesével. Először a 2022. február 27-ei, Chicago Fire ellen 0–0-ás döntetlennel zárult mérkőzés 66. percében, Mo Adams cseréjeként lépett pályára. Első gólját 2022. május 23-án, a New York Red Bulls ellen hazai pályán 2–0-ra megnyert találkozón szerezte meg. 2025. április 23-án az Austin szerződtette.

### A válogatottban
Taylor az U20-as és az U21-es korosztályú válogatottakban is képviselte Finnországot.
2017-ben debütált a felnőtt válogatottban. Először a 2017. január 9-ei, Marokkó ellen 1–0-ra megnyert mérkőzés 56. percében, Petteri Forsellt váltva lépett pályára. Első válogatott gólját 2020. október 11-én, Bulgária ellen 2–0-ás győzelemmel zárult Nemzetek Ligája mérkőzésen szerezte meg.

## Statisztikák
2023. augusztus 4. szerint
| Klub        | Szezon   | Osztály     | Bajnokság | Bajnokság | Kupa  | Kupa | Nemzetközi | Nemzetközi | Összesen | Összesen |
| Klub        | Szezon   | Osztály     | Meccs     | Gól       | Meccs | Gól  | Meccs      | Gól        | Meccs    | Gól      |
| ----------- | -------- | ----------- | --------- | --------- | ----- | ---- | ---------- | ---------- | -------- | -------- |
| AIK         | 2017     | Allsvenskan | 4         | 0         | 1     | 0    | —          | —          | 5        | 0        |
| Tromsø      | 2018     | Eliteserien | 27        | 4         | 3     | 0    | —          | —          | 30       | 4        |
| Tromsø      | 2019     | Eliteserien | 28        | 4         | 2     | 0    | —          | —          | 30       | 4        |
| Brann       | 2020     | Eliteserien | 30        | 6         | 0     | 0    | —          | —          | 30       | 6        |
| Brann       | 2021     | Eliteserien | 28        | 6         | 2     | 2    | —          | —          | 30       | 8        |
| Inter Miami | 2022     | MLS         | 34        | 3         | 3     | 0    | —          | —          | 37       | 3        |
| Inter Miami | 2023     | MLS         | 27        | 4         | 6     | 0    | 7          | 4          | 40       | 8        |
| Inter Miami | 2024     | MLS         | 22        | 4         | 0     | 0    | 4          | 1          | 26       | 5        |
| Összesen    | Összesen | Összesen    | 200       | 31        | 17    | 2    | 11         | 5          | 228      | 38       |

### A válogatottban
| Válogatott | Év       | Pályára lépés | Gól |
| ---------- | -------- | ------------- | --- |
| Finnország | 2017     | 2             | 0   |
| Finnország | 2018     | 5             | 0   |
| Finnország | 2019     | 3             | 0   |
| Finnország | 2020     | 7             | 1   |
| Finnország | 2021     | 7             | 0   |
| Finnország | 2022     | 3             | 0   |
| Finnország | 2023     | 7             | 1   |
| Összesen   | Összesen | 34            | 2   |

#### Góljai a válogatottban
| # | Időpont           | Helyszín                               | Ellenfél   | Gólok | Eredmény | Kiírás                                     |
| - | ----------------- | -------------------------------------- | ---------- | ----- | -------- | ------------------------------------------ |
| 1 | 2020. október 11. | Olimpiai Stadion, Helsinki, Finnország | Bulgária   | 1–0   | 2–0      | 2020–2021-es UEFA Nemzetek Ligája (B liga) |
| 2 | 2023. október 17. | Olimpiai Stadion, Helsinki, Finnország | Kazahsztán | 1–0   | 1–2      | 2024-es EB-selejtező                       |

## Sikerei, díjai
Inter Miami
- US Open Cup
  - Döntős (1): 2023

- Leagues Cup
  - Győztes (1): 2023